# Aphilopota mesotoecha
Aphilopota mesotoecha är en fjärilsart som beskrevs av Louis Beethoven Prout 1938. Aphilopota mesotoecha ingår i släktet Aphilopota och familjen mätare. Inga underarter finns listade i Catalogue of Life.